# Wu Jian
Wu Jian (né le 25 mai 1986) est un athlète chinois, spécialiste du lancer du disque. 

## Biographie
En 2011, aux championnats d'Asie, Wu Jian remporte la médaille de bronze au lancer du disque derrière l'Iranien Ehsan Hadadi et l'Indien Vikas Gowda.

## Palmarès
| Date | Compétition                  | Lieu       | Résultat | Marque  |
| ---- | ---------------------------- | ---------- | -------- | ------- |
| 2003 | Championnats du monde cadets | Sherbrooke | 2e       | 63,18 m |
| 2011 | Championnats d'Asie          | Kōbe       | 3e       | 56,61 m |
| 2018 | Jeux asiatiques              | Jakarta    | 8e       | 56,86 m |

### Records
| Épreuve          | Performance | Lieu     | Date          |
| ---------------- | ----------- | -------- | ------------- |
| Lancer du disque | 63,54 m     | Zhaoqing | 23 avril 2011 |